# العلاقات الأذربيجانية البوتانية
العلاقات الأذربيجانية البوتانية هي العلاقات الثنائية التي تجمع بين أذربيجان وبوتان.

## مقارنة بين البلدين
هذه مقارنة عامة ومرجعية للدولتين:
| وجه المقارنة                                              | أذربيجان        | بوتان          |
| --------------------------------------------------------- | --------------- | -------------- |
| المساحة (كم2)                                             | 86.60 ألف       | 38.39 ألف      |
| عدد السكان (نسمة)                                         | 10.00 مليون     | 807.61 ألف     |
| الكثافة السكانية (ن./كم²)                                 | 115.47          | 21.04          |
| العاصمة                                                   | باكو            | تيمفو          |
| اللغة الرسمية                                             | اللغة الأذرية   | لغة دزونكا     |
| العملة                                                    | مانات أذربيجاني | نغولترم بوتاني |
| الناتج المحلي الإجمالي (بليون دولار)                      | 40.75 مليار     | 2.51 مليار     |
| الناتج المحلي الإجمالي (تعادل القوة الشرائية) بليون دولار | 171.56 مليار    | 6.49 مليار     |
| الناتج المحلي الإجمالي الاسمي للفرد دولار أمريكي          | 5.50 ألف        | 2.66 ألف       |
| الناتج المحلي الإجمالي للفرد دولار أمريكي                 | 17.52 ألف       | 7.82 ألف       |
| مؤشر التنمية البشرية                                      | 0.751           | 0.605          |
| رمز المكالمات الدولي                                      | +994            | +975           |
| رمز الإنترنت                                              | .az             | .bt            |
| المنطقة الزمنية                                           | ت ع م+04:00     | ت ع م+06:00    |

## منظمات دولية مشتركة
يشترك البلدان في عضوية مجموعة من المنظمات الدولية، منها:
| علم المنظمة | اسم المنظمة                        | تاريخ انضمام أذربيجان | تاريخ انضمام بوتان |
| ----------- | ---------------------------------- | --------------------- | ------------------ |
|             | الاتحاد البريدي العالمي            | ?                     | ?                  |
|             | بنك التنمية الآسيوي                | 1999                  | 1982               |
|             | يونسكو                             | 3 يونيو 1992          | 13 أبريل 1982      |
|             | وكالة ضمان الاستثمار متعدد الأطراف | 23 سبتمبر 1992        | 21 أكتوبر 2014     |
|             | البنك الدولي للإنشاء والتعمير      | 18 سبتمبر 1992        | 28 سبتمبر 1981     |
|             | الاتحاد الدولي للاتصالات           | 10 أبريل 1992         | 15 سبتمبر 1988     |
|             | مؤسسة التمويل الدولية              | 11 أكتوبر 1995        | 1 ديسمبر 2003      |
|             | منظمة الشرطة الجنائية الدولية      | ?                     | ?                  |
|             | الأمم المتحدة                      | 2 مارس 1992           | 21 سبتمبر 1971     |
|             | مؤسسة التنمية الدولية              | 31 مارس 1995          | 28 سبتمبر 1981     |
|             | منظمة حظر الأسلحة الكيميائية       | ?                     | ?                  |

## وصلات خارجية
- موقع وزارة الخارجية الأذربيجانية
- موقع وزارة الخارجية البوتانية